# شهرستان هوان
شهرستان هوان (به لاتین: Huan County) یک منطقهٔ مسکونی در چین است که در کینگیانگ واقع شده‌است.